# Pringles
Pringles  és una marca de snack amb forma de patata fregida produïda per Procter & Gamble. Té una línia de diferents sabors com, entre d'altres, original, paprika, crema àcida, etc. i ocasionalment, produeix edicions limitades.

## Evolució del logotip de Pringles
El primer logotip de Pringles va ser creat per Luis R. Dichon en 1967, i fins a l'actualitat ha tingut diferents canvis, sent l'últim canvi el més minimalista dels 5 dissenys anteriors (el de 1967, el de 1986, el de 1996, el de 2002 i el de 2009).
El primer logotip es tracta de la mascota de Pringels (Julius Pringels) la qual estava unida a un corbatí on estava escrit el nom de la companyia. La pròpia cara del personatge es caracteritzava pel gran bigoti que li ocupava gairebé una tercera part de la cara, i unes petites línies que simulaven les galtes de pa. El següent logotip, el de 1986 va ser bastant continuista; reduint una mica l'extravagància de l'anterior, i sense deixar espai entre la cara i el corbatí. En 1996 desapareixen els colorets de les galtes de pa, s'accentua el motiu del corbatí, i els colors s'accentuen a un punt més clar (seguint la tendència dels dissenys de finals dels anys 90).
Al 2002 es produeix el canvi més abrupte fins a aquell moment, en el qual la silueta va passar de ser plana a tenir volum, la figura ja no mira de front, sinó que mira cap a la dreta, i seguint novament amb les tendències del moment (les dels anys 2000) adquireix un caràcter més il·lustratiu i “pop”. En 2009 se segueix el corrent del logotip però reduint alguns degradats de color, tornant a augmentar els tons i es comprimeix en línies generals.
Finalment, al 2020 es va crear el logotip actual de la marca, el qual és el més minimalista de tots, posat al fet que novament tracta d'adaptar-se a les tendències del disseny contemporani. En aquest punt, Kellogs (propietari de Pringles) va emetre el comunicat oficial en el qual anunciava el necessari redisseny de la marca per adaptar-se a les tendències actuals i poder generar més varietat d'opcions a l'hora d'implementar el nou logo. A més, es va exposar que aquest redisseny portava realitzant-se des de feia més de dos anys. En el comunicat de Kellogs exposava que amb el nou redisseny de la mascota s'ha fet que aquesta tingui un “bigoti més dinàmic, un corbatí més definit, uns ulls brillants i unes celles més expressives”. En el cas de la mascota, aquesta ha passat a tenir més protagonisme, i uns trets més expressius (encara que tots els trets han passat a ser de color negre), ja que el bigoti i els ulls s'han engrandit. A més, s'ha eliminat el pèl en forma de llibre, i en el seu lloc s'han posat unes celles que ajudaran a donar expressions concretes al personatge. Aquesta expressivitat del personatge es pot veure sobretot en l'embalatge, ja que en alguns dels sabors (com els sabors picants, els models de patates ondulades, etc..) rep una modificació en els ulls i en les celles que ajuden a donar un expressionisme més il·lustratiu a aquesta mena de sabors.

## Història
Apareix per primera vegada el 1967 sota el nom de «Pringle's» el qual va canviar a «Pringles» l'any següent. Segons la patent va ser inventat per Alexander Liepa, de Montgomery, un barri de Cincinnati, en Ohio, Estats Units i comprèn «uns snacks i un procés pel qual es prepara una massa a partir de patates deshidratades i aigua, fregida posteriorment en oli vegetal».
El nom prové d'un carrer a Cincinnati, Ohio. Les persones que van escollir el nom ho van fer perquè els va semblar que sonava bé i era divertit. El lema publicitari és «Once you pop, you don't stop». que traduït literalment seria «quan obres [el paquet], no pots parar». Alguns sabors de la línia Pringles poden contenir glutamat monosòdic, encara que no es troba en les més populars Originals.
El 2008, el Tribunal Suprem britànic va dictaminar que no eren patates fregides al contenir menys d'un 50% de patata, de manera que no podien ser comercialitzades com a tal. D'altra banda, en no ser considerades com patates el producte va quedar exempt del 17,5% d'IVA, anterior a la decisió del jutge. No obstant això, el maig de 2009, la Cort d'Apel·lació britànica va dictaminar, en contra del Tribunal Suprem, que sí que eren considerades patates fregides, encara que únicament continguin un 42%, obligant així a la companyia a pagar uns 100 milions de lliures per impostos que es van estalviar en el passat i uns 20 milions de lliures anuals, corresponents al 17,5% d'IVA.

## Embolcall
L'èxit de Pringles es deu en gran part al seu paquet o embolcall (inventat per Fred Baur), el qual consisteix en un cilindre vertical de cartró recobert en el seu interior per paper d'alumini. Consta també d'una tapa de plàstic que pot ser utilitzada tantes vegades com es vulgui. Es pot observar també el famós logo, una versió estilitzada d'un home amb un llarg bigoti, dues grenyes i un llacet rosat. Aquest home es diu Julius Pringles. Les patates tenen una forma i mida uniformes la qual cosa permet apilar-les dins del paquet aprofitant molt bé l'espai i evitant que es trenquin.
Fred Baur va morir el 4 de maig de 2008, deixant al seu testament la voluntat de ser incinerat i que les seves cendres fossin dipositades en un pot de Pringles, per honorar el seu orgull al disseny i la seva entrega completa a la companyia. Tot i que pot semblar una llegenda urbana, és una anècdota totalment certa.